# Língua narin
Narim ou larim (longarim) é uma  língua nilo-saariana do grupo súrmico (um ramo das línguas sudanesas orientais). É falada por aproximadamente quatro mil pessoas do povo Didinga (Chukudum, Lowudo) das colinas Boya do Sudão do Sul.

## Escrita
A língua narim usa o alfabeto latino numa forma própria, com 31 símbolos (letras, letras com diacríticos e grupos de consoantes). Não se usam as letras F, Q, S, X, Z.

## Amostra de texto
A ne, avu da balola Laarimi Looca ĩcĩ ithiopia, attia baath lõkõrẽ cĩ Ithiopia kĩ Kẽnia ĩthõng ullucciak Mogila.

Tradução:
"Diz-se que há muito tempo, os Laarim estavam na terra da Etiópia. Eles vieram para o deserto vizinho da Etiópia e Quênia e daí vieram para Mogila."